# Aedes aegypti
Komarac žute groznice (лат. Aedes aegypti) je insekt iz grupe dvokrilaca koji se smatra glavnim uzročnikom za širenje zoonoza poput arbovirusnih i drugih infektivnih bolesti (žuta groznica, denga groznica, čikunguja, zika groznica) po tropskim područjima, Afrike, Australije, Južne Amerike i Azije, a poslednjih decenija i u suptropskim predelima sveta.

## Poreklo i distribucija
Egipatski komarac koji je poreklom iz Afrike, nakon klimatskih promena i drugih ljudskih aktivnosti proširio se i na sve tropske i suptropske regione sveta, između 45˚N i 35˚S geografske širine.

## Opšte informacije
je mali, tamno braon komarac sa belim lirskim oznakama i trakama na trupu. Muški i ženski odrasli komarci se hrane nektarom biljaka; međutim, ženski komarci trebaju krv da bi proizveli jaja. Aktivni su tokom dana, a krvlju se hrane ugrizom prvenstveno ljudi u zatvorenom prostoru. 
Ovi komarci mogu koristiti prirodne lokacije ili staništa (na primer drveće i biljke, bare i jezera) i veštačke kontejnere ili posude sa vodom za polaganje jaja. Zato je za Aedes aegipti neuobičajeno da žive u oblastima koje nemaju vodovodne sistem. 
Aedes aegipti ne ostaju živi tokom zime u fazi jajeta u hladnijim klimamatskim područjima.
Staništa
Uobičajena staništa larvi ovog komarca su posude za veštačku ili prirodnu vodu (posude za skladištenje vode, saksije za cveće, odbačene gume, ploče ispod biljke u saksiji, vaze za groblje, saksije za cveće, kante, limenke, začepljeni oluci, ukrasne fontane, bačve, posude za vodu za kućne ljubimce, kupke za ptice, itd.) koje su unutar ili blizu mesta gdje ljudi žive. Ova vrsta je takođe pronađena u podzemnim rezervoarima vode kao i u otvorenim ili zatvorenim septičkim jamama, odvodnim kanale, bunarima i vodomerima.
Životni ciklus
Aedes aegipti jaja poležu tokom dana u vodi koja sadrži organski materijal (npr lišće koje se raspada, alge, itd.) posuda sa širokim otvorima. Takođe preferiraju tamno obojene kontejnere koji se nalaze u hladovini. 
Oko tri dana nakon što se nahranio krvlju, komarac polaže svoja jaja u kontejner sa vodom, odmah iznad vodne linija. Jaja se polažu u periodu od nekoliko dana, i otporna su na isušivanje i mogu preživeti period od šest ili više meseci. 
Kada kiša nakvasi jaja ili ona dospeju vodu, izležu se larve, koje se hrane malim vodenim organizmima, algama i česticama biljnog i životinjskog materijala iz posude ispunjene vodom, i u razvoju prolaze kroz prve tri stadijuma. Kada je larva stekla dovoljno energije i veličine u četvrtom stadijumu razvoja, aktivira se metamorfoza, tranformacija larve u lutku. Lutke se ne hrane; one samo menjaju u formi dok ne obrazuju telo odraslog komarca. Zatim, novoformirana odrasla jedinka izlazi iz vode nakon razbijanja opne jajašca. 
Celi životni ciklus razvoja komarca traje od 7 do 10 dana, na sobnoj temperaturi, što zavisi od količine dostupne hrane.

## Sposobnost prilagođavanja
Veoma je teško kontrolisati ili eliminisati komarace žute groznice iz okruženja jer imaju dobru adaptacionu sposobnost na okolinu koja ih čini veoma otpornim, ili sposobnim da se brzo vrate na početnu brojčanost populacije — nakon poremećaja koji su rezultat prirodnih fenomena (npr suše) ili ljudskih intervencija (npr kontrolisanih mera zaštite). 
Jedna takva adaptaciona sposobnost komaraca žute groznice je ta da njegova jaja moguda da izdrže isušivanje (sušenje) i da prežive bez vode nekoliko meseci na unutrašnjim zidovima kontejnera (rezervoara) za vodu. Na primer, ako bismo eliminirali sve ličinke, lutke i odrasle komarace žute groznice, odjednom sa neke lokacije, njena populacija bi se mogla oporaviti za dve nedelja nakon izlegavanja jaja kiši ili dodavanja vode u kontejnere u kojima su sačuvana osuđena jaja.
Istraživanja su pokazala da komarac žute groznice neprestalno reaguje ili se prilagođava promeni životne sredine. Na primer, nedavno je otkriveno da je Aedes aegypti bio u stanju da se podvrgne nezrelom razvoju u oštećenim ili otvorenim septičkim jamama u Portoriku, što je rezultiralo proizvodnjom stotina ili hiljada odraslih komaraca po danu.
Uopšteno rečeno, očekuje se da će kontrolisane intervencije čoveka promeniti prostornu i vremensku distribuciju komaraca žute groznice, a možda i obrazac korišćenja staništa, ali Aedes aegypti najverovatnije neće nikada bidi sasvim istrebljen. Zato u naredne aktivnost treba uključiti i entomološke studije koje treba da ljudima pruže podršku u svim oblastima kontrole komaraca kao vektora zaraznih bolesti.

## Spoljašnje veze
- Архивирано на веб-сајту  (1. август 2019)
- Архивирано на веб-сајту  (28. март 2019)